# HMS Russell (1901)
Корабль его Величества «Расселл» (англ. HMS Russell) — британский эскадренный броненосец типа «Дункан». 27 апреля 1916 года, вблизи Мальты «Рассел» подорвался на минном заграждении, установленном немецкой подводной лодкой U-73. Погибло 27 офицеров и 98 матросов.

## Конструкция

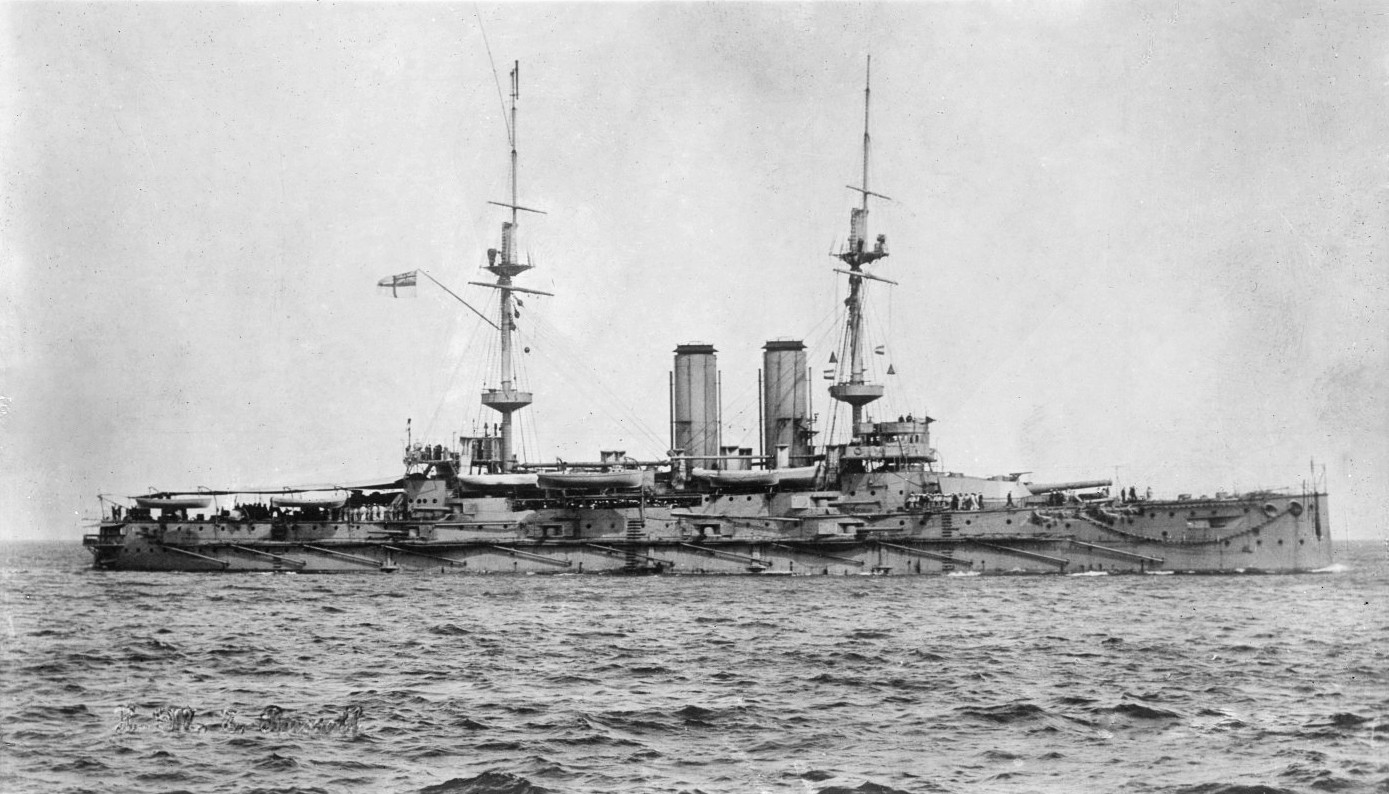
HMS Russell в защитной окраске

«Рассел», как и другие броненосцы типа «Дункан», был заказан в ответ на большие французские и русские судостроительные программы. Силовая установка на броненосцах типа «Дункан» была на 3000 лошадиных сил мощнее, чем на броненосцах типа «Формидебл», которые стали первыми британскими броненосцами с 4-цилиндровыми паровыми машинами тройного расширения. Корабли отличались хорошей мореходностью, имели проектную скорость в 19 узлов (35 км/ч) и эксплуатационную в 18 узлов (33 км/ч), и хорошо управлялись на всех скоростях. Для повышения скорости были изменены обводы корпуса. Они были самыми быстрыми броненосцами в Королевском флоте до ввода в стой броненосцев типа «Суифтшюр».

## Служба
Введён в строй в Чатеме в феврале 1903 года и отправлен в Средиземноморье.
Переведён в Атлантический флот в феврале 1907 года (столкновение с «Венус» у Квебека 16 июля 1908 года, получил незначительные повреждения).
С июля 1909 года вновь в составе Средиземноморского флота, далее с августа по декабрь 1909 года  ремонт на Мальте.
В августе 1912 года вернулся в метрополию и был включён в состав 1-го флота, а с сентября 1913 года выведен в резерв.
С началом войны в составе Гранд Флита — флагманский корабль VI линейной эскадры. Принял участие в патрулировании в Северном море совместно с III линейной эскадрой.
В ноябре 1914 года присоединён к Флоту канала в Портленде. Участвовал в обстреле бельгийского побережья. 
В ноябре 1915 года переведён на Средиземное море. Участвовал в Дарданелльской операции.

### Гибель
Подорвался на мине у острова Мальта 27 апреля 1916 года и затонул, унеся с собой 126 человек.